# Station Wythall
Wythall is een spoorwegstation van National Rail in Wythall, Bromsgrove in Engeland. Het station is eigendom van Network Rail en wordt beheerd door West Midland Trains. Het station is geopend in 1908.